# Joaquín Castro
Joaquín Castro, né le 16 septembre 1974 à San Antonio, est un homme politique américain. Membre du Parti démocrate, il est élu du Texas à la Chambre des représentants des États-Unis depuis 2013.

## Biographie

### Enfance et études
Joaquín et son frère jumeau Julián naissent le 16 septembre 1974, à San Antonio. Leurs parents, Jesse Guzman et Rosie Castro, étaient des militants du Chicano Movement. Leur mère était impliquée dans la vie politique locale et avait tenté de se faire élire au conseil municipal de San Antonio en 1971 sous l'étiquette La Raza Unida. Ils grandissent dans le quartier mexicain de West Side.
Après la séparation de leurs parents en 1983, ils sont élevés par leur mère et leur grand-mère, immigrée mexicaine, même s'ils continuent à voir leur père le weekend. Joaquín et Julián, très proches, étudient tous les deux à Stanford à partir de 1992, puis à la faculté de droit de Harvard. Après Harvard, ils rejoignent le cabinet d'avocats Akin Gump Strauss Hauer & Feld.

### Carrière politique

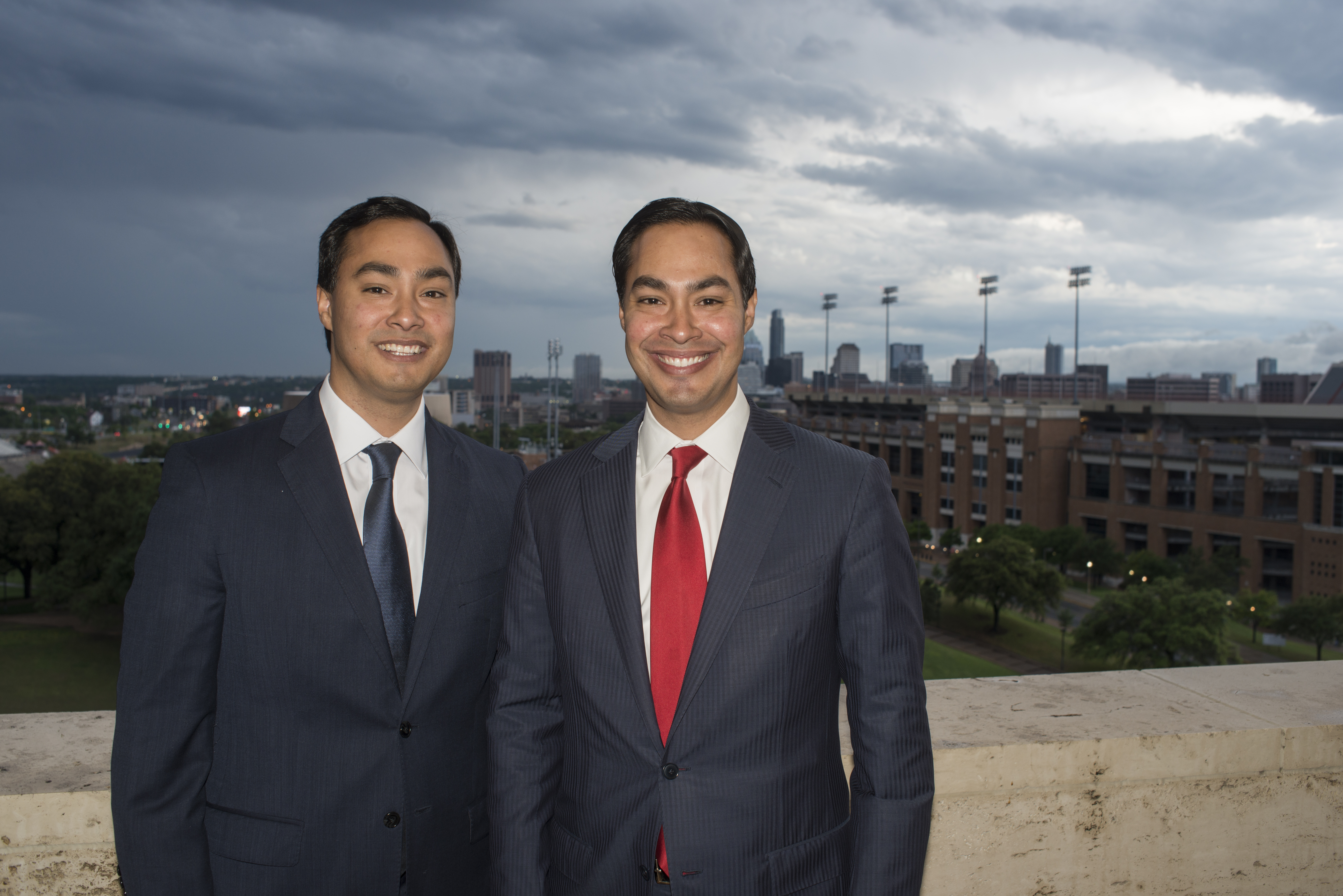
Joaquín et Julián Castro, alors maire de San Antonio, à la LBJ Library.

En 2002, alors que son frère est déjà conseiller municipal de San Antonio, Joaquín Castro se lance en politique. Il se présente à la Chambre des représentants du Texas dans le 125e district. Lors de la primaire démocrate, il bat le sortant Arthur Reyna avec 64 % des voix. Il est élu avec 60 % des suffrages lors de l'élection générale. Il est réélu en 2004 (sans opposition), 2006 (57,7 %), 2008 (sans opposition) puis 2010 (78,5 %). À la Chambre basse du Texas, il se concentre principalement sur les questions d'enseignement supérieur et s'oppose aux coupes budgétaires dans l'éducation et la santé.
En 2012, il décide de se présenter à la Chambre des représentants des États-Unis. Il compte d'abord affronter le démocrate Lloyd Doggett, dont le district (autour d'Austin) est redécoupé et inclut désormais les quartiers hispaniques de San Antonio. Il se présente finalement dans le 20e district du Texas, après le retrait du représentant démocrate sortant Charlie Gonzalez (en), élu pour la première fois en 1998. Sans opposant lors de la primaire démocrate, il est élu représentant avec 64 % des voix. Il est réélu avec 75,7 % des suffrages en 2014 et 79,7 % en 2016.
À la Chambre des représentants, il est nommé à deux committees importants : ceux des forces armées et des affaires étrangères.
Castro envisage de se présenter au Sénat en 2018 face au républicain Ted Cruz,,. Il ne se présente cependant pas. En vue de l'élection présidentielle américaine de 2020, il devient directeur de campagne de son frère,. Ce dernier annonce cependant la fin de sa campagne pour les primaires démocrates en janvier 2020, avant les premiers scrutins.

### Vie privée
Il épouse en 2013 Anna Flores, avec qui il a deux enfants : une fille née décembre 2013 et un garçon né en février 2016.